# Chlorure de tétrakis(hydroxyméthyl)phosphonium
Le chlorure de tétrakis(hydroxyméthyl)phosphonium (THPC) est un composé organophosphoré de formule [P(CH2OH)4]Cl. Le  cation P(CH2OH)4+ est tétra-coordonné, comme c'est le cas de la plupart des sels de phosphonium. Le THPC est notamment un précurseur de retardateurs de flammes.

## Synthèse et réactions
Le THPC peut être synthétisé avec un haut rendement par traitement de la phosphine par le formaldéhyde en présence d'acide chlorhydrique :
PH3  +  4 H2C=O  +  HCl  →  [P(CH2OH)4]Cl
Le THPC est couramment utilisé pour préparer la tris(hydroxyméthyl)phosphine par réaction avec la soude :
[P(CH2OH)4]Cl  +  NaOH  →  P(CH2OH)3  +  H2O  +  H2C=O  +  NaCl
Le groupe hydroxyméthyle du THPC peut subir des réactions de substitution lorsque le THPC est traité par un nitrile, un acide, un amide ou un époxyde α, β-insaturés. On peut citer par exemple la condensation entre le THPC et l'acrylamide en milieu basique :
[P(CH2OH)4]Cl  +  NaOH  +  3CH2=CHZ  →  P(CH2CH2Z)3  +  4CH2O  +  H2O  +  NaCl
Z = CONH2
Des réactions similaires peuvent avoir lieu lorsque le THPC est traité par l'acide acrylique ; dans ce cas, seul un groupe hydroxyméthyle est remplacé cependant

## Applications

### Précurseur de la tris(hydroxyméthyl)phosphine
Le THPC est un précurseur de la tris(hydroxyméthyl)phosphine qui est un intermédiaire dans la production de 1,3,5-triaza-7-phosphaadamantane (PTA), un ligand soluble dans l'eau ; la conversion s'effectue par traitement de l'hexaméthylènetétramine par le formaldéhyde et la tris(hydroxyméthyl)phosphine.
La tris(hydroxyméthyl)phosphine peut aussi servir à la synthèse d'un composé hétérocyclique, la N-boc-3-pyrroline par métathèse avec fermeture de cycle du dichlorure de bis(tricyclohexylphosphine)benzylidineruthénium, en utilisant le catalyseur de Grubbs. La N-boc-diallylamine est traitée par le catalyseur de Grubbs, suivie par une réaction avec la tris(hydroxyméthyl)phosphine.  La liaison double carbone-carbone subit une fermeture de cycle, relâchant une molécule d'éthylène et formant la N-boc-3-pyrroline.

### Industrie textile
Le THPC est important dans l'industrie de tissus infroissables et retardateurs de flamme à base de coton et d'autres tissus cellulosiques. Une finition de type retardateur de flamme peut être produite à )partir du THPC par le procédé Proban, dans lequel le THPC est traité par un carbamide.  ce dernier se condense avec l'un des groupes hydroxymethyle du THP, la structure du phosphonium étant convertie en oxyde de phosphine par cette réaction :
[P(CH2OH)4]Cl  +  NH2CONH2  →   (HOCH2)2POCH2NHCONH2  +  HCl  + HCHO  +  H2  + H2O
Cette réaction est rapide et forme un polymère à haute densité insoluble. Le produit est ensuite appliqué sur le tissu via un « procédé pad-dry ». La matériau ainsi traité est ensuite re-traité par de l'ammoniaque pour produire des fibres  qui sont retardatrices de flamme.
Le THPC peut se condenser avec de nombreux autres monomères en plus de l'urée, comme les amines, les phénols, les polyacides et les anhydrides.